# 虎井漁港
虎井漁港，位於台灣澎湖縣馬公市虎井里（虎井嶼），主管單位為澎湖縣政府，屬第二類漁港。虎井漁港設於離島虎井嶼，馬公市公所設有提供往赴虎井的定期交通船，每日自馬公第二漁港區發船對渡，單趟航程約莫25分鐘。

## 簡介
虎井嶼位於澎湖縣馬公市西南外海，周遭水域惡名昭彰，自古有「一磽、二門、三西流、四夯豆」的諺語，專門形容澎湖當地四大危險的航道，其中「西流」便指漁翁島至虎井嶼之間的海流，連帶影響虎井嶼造港之際，漁船進出時時面臨不安定的浪潮流動。:123
虎井嶼因離島居民生計因素，早於日治時期便建有簡易漁港，岸邊設有200公尺的防波堤，但長度不足，且港區沿岸為岩石質，挖掘困難，泊地過淺，船隻進出不易。民國56年（1967年）間，澎湖縣政府頒訂虎井漁港「四年修建計畫」，在台灣省政府漁業局的補助款挹注下，延長原有200公尺的防波堤，並疏浚港口泊地1.34公頃，至民國58年（1969年）竣工，耗資新台幣291萬元。:119、123
澎湖縣政府再度利用「臺灣地區漁港建設方案」經費擴建虎尾漁港：第一期（民國77年至85年，1980年－1987年）為1200萬元、第二期（民國77年至85年，1988年－1996年）為4010萬元、第四期（民國90年至91年，2001年－2002年）為901萬元。:169、175-177
此外，「台灣漁業聯盟」網站補述，虎井漁港於民國83 年（1994年）度獲新台幣2700萬元的款項，進行修建碼頭93公尺、浚挖泊地等改善工程，「第三期台灣地區漁港建設方案」中，虎井漁港又計畫增建漁具整補場、加油設備等陸上漁業設施。總計虎井漁港使用經費自民國69年（1980年）至民國91年（2002年）為止，其工程經費總計為新台幣8811萬元。:176
虎井漁港現行台灣的漁港法屬於「第二類漁港」，而在民國95年（2006年）1月27日之前的漁港法舊制中，屬於供偏僻區域停泊使用的「第四類漁港」，又在「澎湖縣港澳整體發展評估規劃」中，被列為「區里船筏漁業基地」。

## 轉型
虎井嶼島上居民多以捕魚為業，生活起居與漁港休戚相關，偶有來自七美鄉的漁船停泊虎井漁港，約有二十餘艘，當地盛行的漁撈方式有延繩釣和一支釣等等，而虎井漁民的漁獲又大多轉往馬公港運銷。
由於虎井島嶼地理位於澎湖南海通往八罩嶼（望安鄉）和大嶼（七美鄉）的中途站，虎井漁港近年被澎湖縣政府定位為「澎南內海觀光遊憩航線」的重要據點。因應虎井嶼人口外移嚴重，住民日益凋零，虎井里陳大川和虎井國小校長林妍伶攜手合作，將虎井打造成澎湖旅遊和社區營造的典範，順利於民國109年（2020年）度獲選交通部觀光局的臺灣經典小鎮之一，冀望能吸引更多觀光客前往虎井，鑑賞清代盛傳「澎湖八景」中的「虎井沉城」，拓展社區工作機會。
由於此漁港利用度較低，澎湖縣政府委託農業部水產試驗所在此碼頭進行海草床復育以俾益生態發展。

## 圖輯

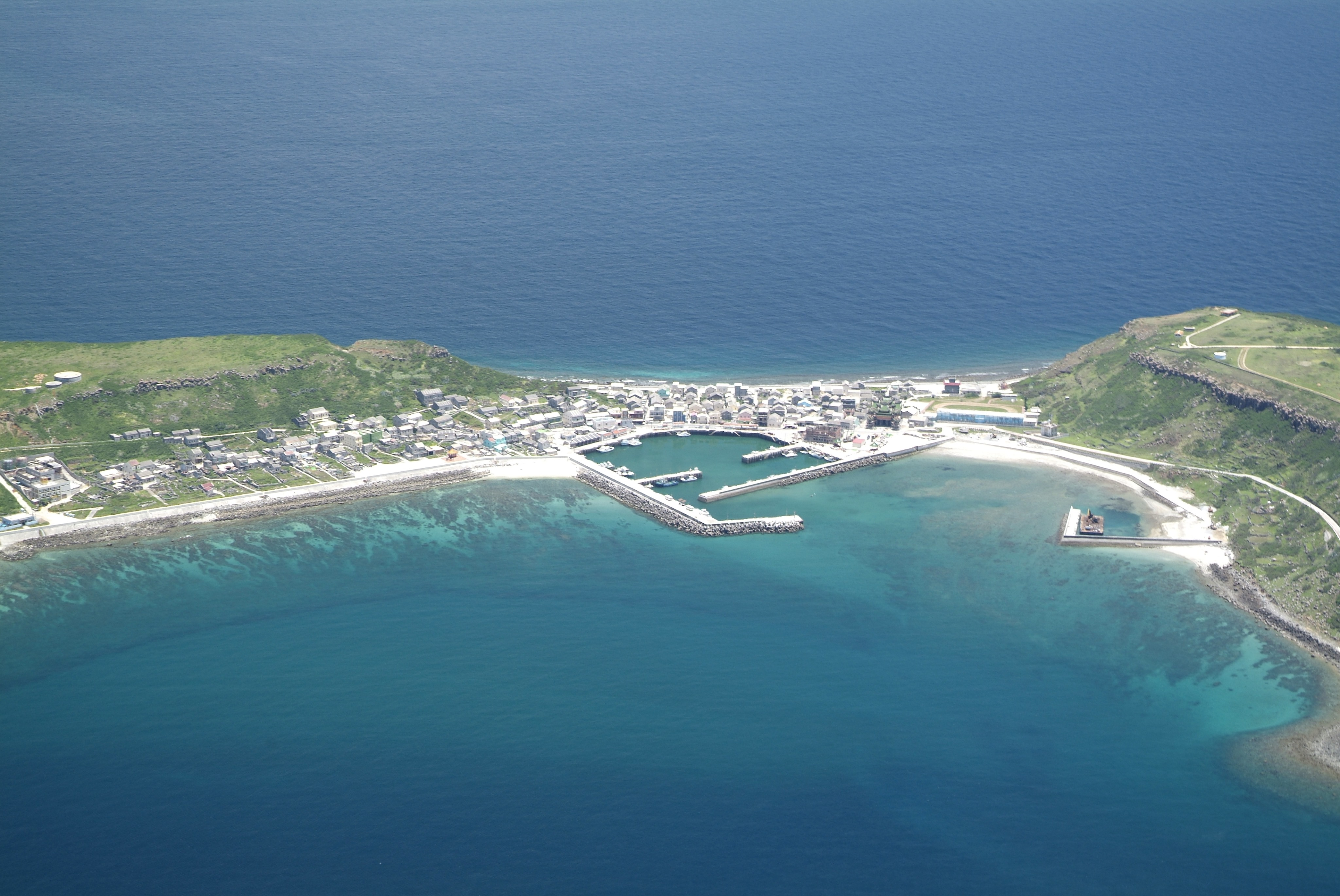
空拍照
停泊處
漁港突堤
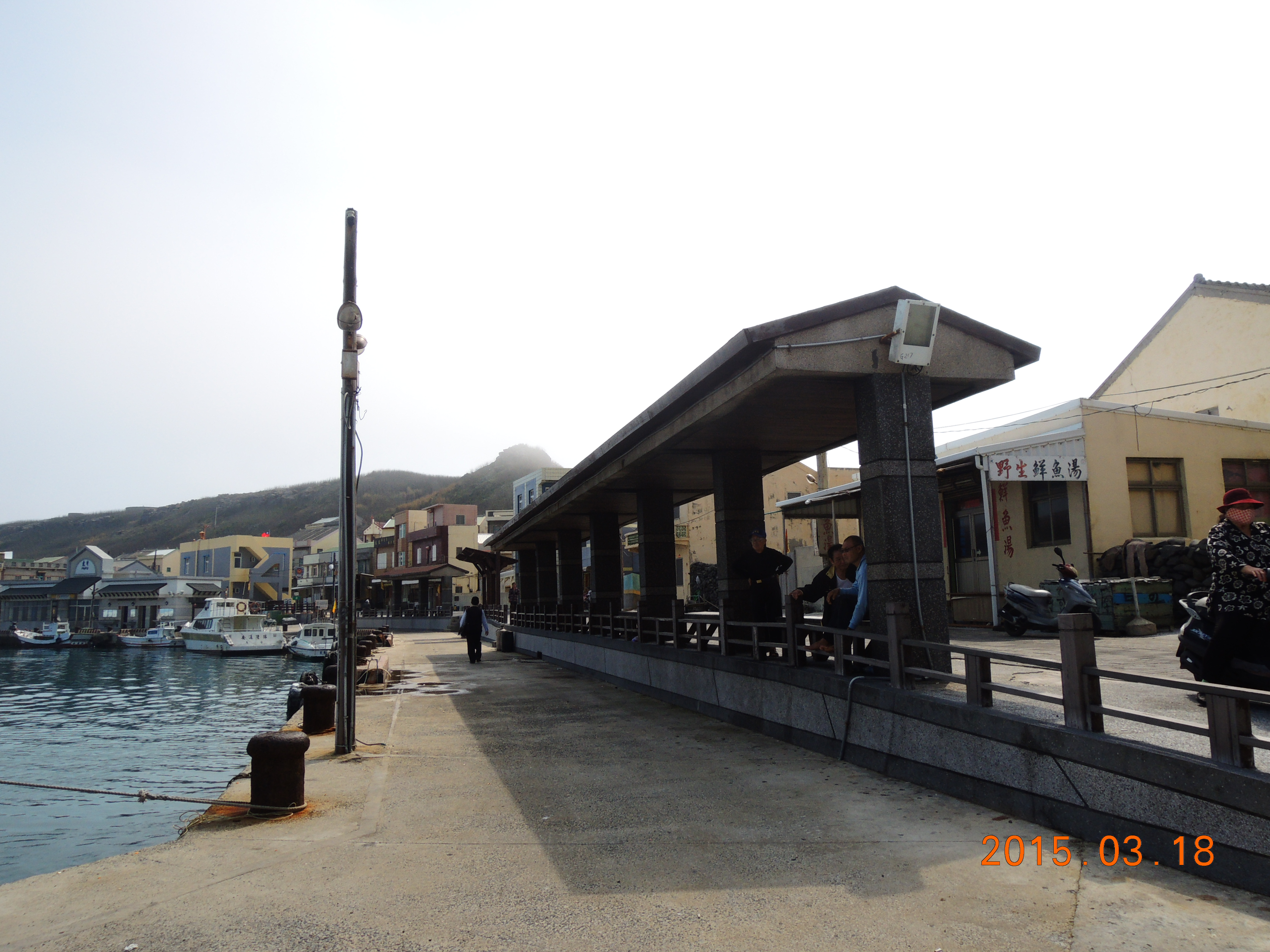
候船涼亭
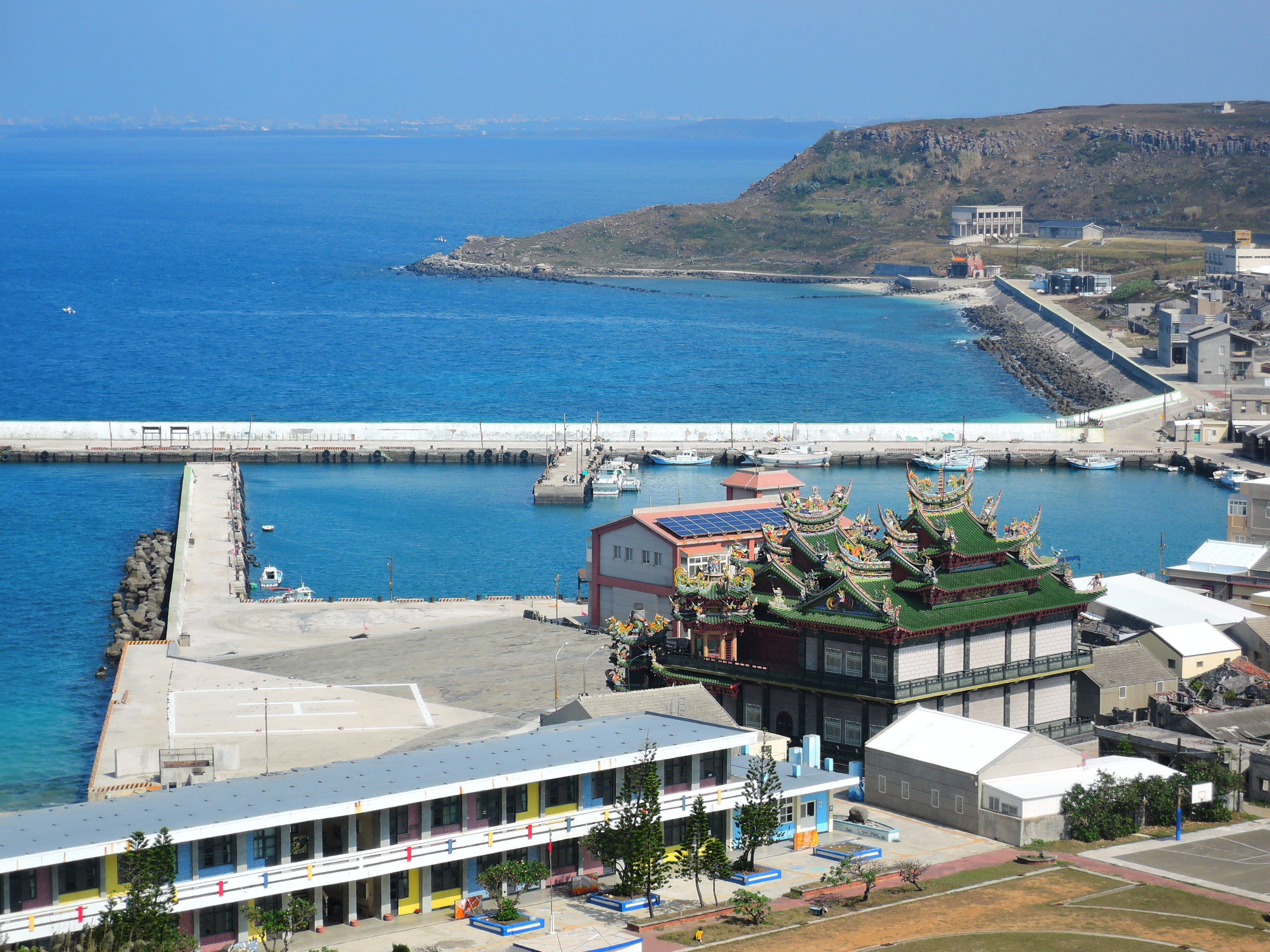
東山俯拍
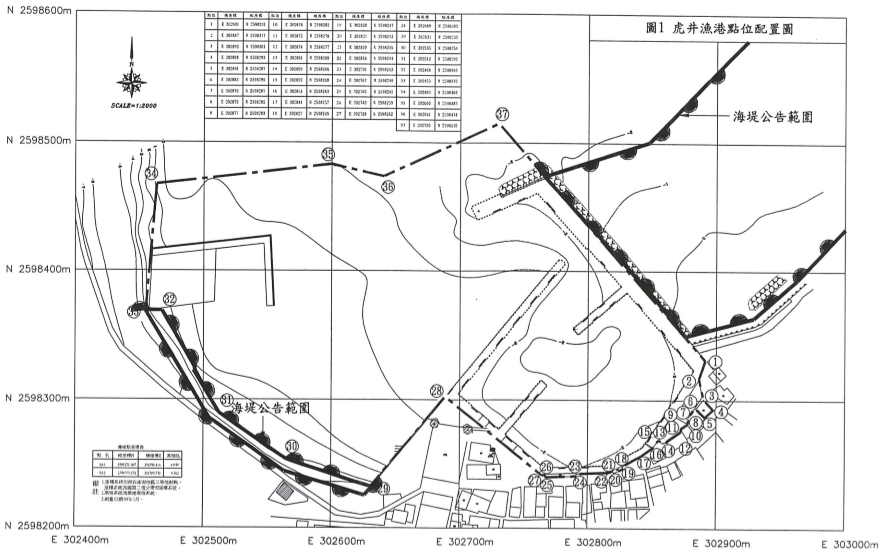
點位配置圖（2019年公告）

## 外部連結
- 澎湖縣政府工務處港灣科－虎井漁港
- 馬公市公所－馬公第二漁港、虎井嶼交通船班資訊 （页面存档备份，存于）
- 虎井漁港安檢所

23°29′15″N 119°30′55″E / 23.487545°N 119.515273°E